# 死を告げる女
『死を告げる女』（しをつげるおんな、原題：앵커）は、2022年の韓国映画。
女性から死を予告する電話を受けたニュースキャスターが事件を追ううちに驚きの真実にたどり着くサスペンス映画。

## ストーリー
韓国女性のチョン・セラはテレビ局のニュースキャスターのトップの地位にある。そんなセラを名指しして視聴者から電話が入った。ユン・ミソと名乗る女性で住所も明かし、男が自宅に侵入して娘を殺したから、セラに確認に来て欲しいと泣いて電話を切るユン・ミソ。
局内でもイタズラ電話と判断されて帰宅するセラ。だがセラの実母は、そういう事件を自力で調査してこそのニュースキャスターだとセラを叱咤した。実母はセラのキャスターとしての動向や私生活まで操作しようとする厄介な存在なのだ。
深夜にユン・ミソの家を訪ね、幼い娘と若い母親の遺体を発見するセラ。第一発見者として番組で大きく取り上げ評判になったが、事件は貧しい母子家庭の無理心中と断定された。それでも事件性が気になるセラ。
再びユン・ミソの家に立ち入り、精神科医のチェ医師と出くわすセラ。チェ医師はユン・ミソの主治医で、死因が気になり家に来たという。
放送中に幽霊を見たり、首を締められたと感じてカメラの前で取り乱すセラ。失態を責められ起死回生を狙ったセラはチェ医師をマークした。チェ医師の催眠療法がユン・ミソに悪影響を与えたと睨み、自らチェ医師に催眠療法を依頼するセラ。催眠中のセラは小さな小屋などを目撃した。
テレビ局の上層部は、ついにセラを番組から降ろし新人キャスターと交代させた。チェ医師がセラの精神状態を案じて自宅に電話すると、セラの実母が面会を拒んだ。セラの別居中の夫も心配して駆けつけたが、逆に離婚届けを突き付けるセラ。
留守と知らずにセラの家を訪ね、夫と話すチェ医師。セラの実母の性格に問題がありそうだと、夫と共に実母の住む実家を訪れるチェ医師。
その頃、セラの実母はテレビ局を訪れ、セラに取って代わった新人キャスターを無人の部屋に呼び出していた。ナイフで新人を刺すセラの実母。新人が行方不明なために、局内にいたセラが生放送の番組キャスターを任された。
実母の家の庭で、セラの夢に現れた小屋を見つけるチェ医師。小屋の中には4週間前に自殺した実母の首吊り死体があった。チェ医師が電話で話した頃の実母は、解離性同一性障害で別人格になったセラ自身だったのだ。
放送直後のスタジオに、血まみれで転がり込む新人キャスター。実母が刺したと思うセラ。だが駆けつけたがチェ医師に実母が存在しないと現実を突き付けられたセラは気を失った。
セラの実母は未婚でセラを生み失職した挙げ句に無理心中を図った過去があった。未遂に終ったが実母に殺されかけた記憶が、似たケースのユン・ミソの事件をきっかけに、セラを妄想に導いていたのだ。刺された新人は命に別状なく、病院で目覚めたセラは妊娠していた胎児も無事で、夫に優しく見守られていた。

## キャスト
- セラ：チョン・ウヒ
- イノ：シン・ハギュン
- ソジョン：イ・ヘヨン
- ：チャ・レヒョン
- ：ナム・ムンチョル
- ：パク・ジヒョン

## スタッフ
- 監督・脚本：チョン・ジヨン
- 製作：シン・ヘヨン、キム・ソンファン
- 撮影：カン・ミンウ
- 編集：チョン・ビョンジン
- 音楽：チャン・ヨンギュ